# Präfektur Tokushima

Karte der Gemeinden in Tokushima 2008 (kreisfreie Städte rot, kreisangehörige Gemeinden braun; Nachbarpräfekturen grün)

Die Präfektur Tokushima (jap. 徳島県 Tokushima-ken) ist eine der Präfekturen Japans. Sie liegt in der Region Shikoku hauptsächlich auf der Insel Shikoku. Sitz der Präfekturverwaltung ist die gleichnamige Stadt Tokushima.
Eine erste Präfektur Tokushima entstand bei der Abschaffung von Fürstentümern und Einrichtung von Präfekturen 1871 aus dem Fürstentum Tokushima in den Provinzen Awa und Awaji und bestand bis zur ersten Welle von Präfekturfusionen 1871, als es Teil von Myōdō wurde, das in seiner größten Ausdehnung später zeitweise die heutigen Präfekturen Tokushima, Kagawa und Teile von Hyōgo umfasste, aber 1876 wieder geteilt wurde. Erst 1880 wurde Tokushima wieder von Kōchi abgetrennt.
Es besteht eine offizielle Partnerschaft zwischen der Präfektur und dem Land Niedersachsen.

## Wirtschaft
Der Anteil der Bruttoproduktion des verarbeitenden Gewerbes an der Gesamtproduktion ist in der Präfektur Tokushima höher als im Landesdurchschnitt. Es gibt große Produktionsstätten in Branchen wie LED, pharmazeutische Produktion und Lithium-Ionen-Batterien.  In den letzten Jahren haben sich informations- und kommunikationsbezogene Branchen wie Callcenter und Filialen von IKT-Unternehmen angesiedelt, die von der landesweit führenden „optischen Breitbandnetz“ angezogen werden.

## Verwaltungsgliederung
Die Präfektur gliedert sich seit April 2006 in acht kreisfreie Städte (市 Shi) sowie 15 (kreisangehörige/Klein-) Städte (町 chō) und ein Dorf (村 son). Letztere sind in acht Landkreisen (Gun) organisiert.
In untenstehender Tabelle sind die ehemaligen Landkreise (郡 gun) kursiv dargestellt, darunter jeweils (eingerückt) die Städte sowie das Dorf innerhalb selbiger. Die Präfekturzugehörigkeit ist an den ersten beiden Stellen des Codes (1. Spalte) ersichtlich. Als 3. Ziffer haben die kreisfreien Städte 2, historisch kreisangehörige Gemeinden 3 bis 7.
| Code        | Name                          | Name        | Fläche (in km²) | Bevölkerung | Bevölkerungs- dichte (Ew./km²) |         |
| Code        | Transkription (lat., Hepburn) | Name (jap.) | 01.10.20171     | 01.10.20182 | 01.10.20153                    |         |
| ----------- | ----------------------------- | ----------- | --------------- | ----------- | ------------------------------ | ------- |
| 36201       | Tokushima-shi                 | 徳島市      | 191,39          | 256.698     | 258.554                        | 1341,23 |
| 36202       | Naruto-shi                    | 鳴門市      | 135,66          | 56.857      | 59.101                         | 419,11  |
| 36203       | Komatsushima-shi              | 小松島市    | 45,37           | 37.168      | 38.755                         | 819,22  |
| 36204       | Anan-shi                      | 阿南市      | 279,25          | 70.935      | 73.019                         | 254,02  |
| 36205       | Yoshinogawa-shi               | 吉野川市    | 144,14          | 39.832      | 41.466                         | 276,34  |
| 36206       | Awa-shi                       | 阿波市      | 191,11          | 35.690      | 37.202                         | 186,75  |
| 36207       | Mima-shi                      | 美馬市      | 367,14          | 29.069      | 30.501                         | 79,18   |
| 36208       | Miyoshi-shi                   | 三好市      | 721,42          | 24.875      | 26.836                         | 34,48   |
| 36300       | Katsuura-gun                  | 勝浦郡      | 179,46          | 6450        | 6846                           | 35,94   |
| 36301       | Katsuura-chō                  | 勝浦町      | 69,83           | 5047        | 5301                           | 72,28   |
| 36302       | Kamikatsu-chō                 | 上勝町      | 109,63          | 1403        | 1545                           | 12,80   |
| 36320       | Myōdō-gun                     | 名東郡      | 42,28           | 2144        | 2289                           | 50,71   |
| 36321       | Sanagouchi-son                | 佐那河内村  | 42,28           | 2144        | 2289                           | 50,71   |
| 36340       | Myōzai-gun                    | 名西郡      | 202,15          | 29.981      | 30.890                         | 148,31  |
| 36341       | Ishii-chō                     | 石井町      | 28,85           | 25.165      | 25.590                         | 872,27  |
| 36342       | Kamiyama-chō                  | 神山町      | 173,30          | 4816        | 5300                           | 27,79   |
| 36360       | Naka-gun                      | 那賀郡      | 694,98          | 7697        | 8402                           | 11,08   |
| 36368       | Naka-chō                      | 那賀町      | 694,98          | 7697        | 8402                           | 11,08   |
| 36380       | Kaifu-gun                     | 海部郡      | 525,07          | 19.186      | 20.634                         | 36,54   |
| 36383       | Mugi-chō                      | 牟岐町      | 56,62           | 3930        | 4259                           | 69,41   |
| 36387       | Minami-chō                    | 美波町      | 140,80          | 6541        | 7092                           | 46,46   |
| 36388       | Kaiyo-chō                     | 海陽町      | 327,65          | 8715        | 9283                           | 26,60   |
| 36400       | Itano-gun                     | 板野郡      | 110,05          | 97.640      | 97.673                         | 887,23  |
| 36401       | Matsushige-chō                | 松茂町      | 14,24           | 14.972      | 15.204                         | 1051,40 |
| 36402       | Kitajima-chō                  | 北島町      | 8,74            | 22.724      | 22.446                         | 2600,00 |
| 36403       | Aizumi-chō                    | 藍住町      | 16,27           | 35.026      | 34.626                         | 2152,80 |
| 36404       | Itano-chō                     | 板野町      | 36,22           | 13.261      | 13.358                         | 366,12  |
| 36405       | Kamiita-chō                   | 上板町      | 34,58           | 11.657      | 12.039                         | 337,10  |
| 36460       | Mima-gun                      | 美馬郡      | 194,84          | 8064        | 8927                           | 41,39   |
| 36468       | Tsurugi-chō                   | つるぎ町    | 194,84          | 8064        | 8927                           | 41,39   |
| 36480       | Miyoshi-gun                   | 三好郡      | 122,48          | 14.189      | 14.638                         | 115,85  |
| 36489       | Higashimiyoshi-chō            | 東みよし町  | 122,48          | 14.189      | 14.638                         | 115,85  |
| JP-36 36000 | Tokushima-ken                 | 徳島県      | 4146,80         | 736.475     | 755.733                        | 182,24  |

## Größte kreisfreie Städte
| Census-Jahr  | Einwohner | Einwohner | Einwohner | Einwohner |
| 2015         | 2010      | 2005      | 2000      |           |
| ------------ | --------- | --------- | --------- | --------- |
| Tokushima    | 258.554   | 264.548   | 258.554   | 268.218   |
| Anan         | 73.019    | 76.063    | 73.019    | 56.728    |
| Naruto       | 59.101    | 61.513    | 59.101    | 64.620    |
| Komatsushima | 38.755    | 40.614    | 38.755    | 43.078    |
| Yoshinogawa  | 41.466    | 44.020    | 41.466    | ——        |
| Awa          | 37.202    | 39.247    | 37.202    | ——        |
| Mima         | 30.501    | 32.484    | 30.501    | ——        |
| Miyoshi      | 26.836    | 29.951    | 26.836    | ——        |

Am 1. Oktober 2004 fusionierten 4 Gemeinden zur Stadt Yoshinogawa

Am 1. März 2005 fusionierten 4 Gemeinden zur Stadt Mima

Am 1. April 2005 fusionierten 4 Gemeinden zur Stadt Awa

Am 1. März 2006 fusionierten 6 Gemeinden zur Stadt Miyoshi

## Bevölkerungsentwicklung der Präfektur
| Census- Jahr | Gesamt- Bevölkerung | männliche Bevölkerung | weibliche Bevölkerung | Geschlechter- verhältnis Männer auf 1000 Frauen | Fläche in km2 | Bevölkerungs- dichte Einw. je km2 |
| ------------ | ------------------- | --------------------- | --------------------- | ----------------------------------------------- | ------------- | --------------------------------- |
| 1920         | 670.212             | 331.768               | 338.444               | 980                                             | 4135,31       | 162,1                             |
| 1925         | 689.814             | 344.550               | 345.264               | 998                                             | 4135,31       | 166,8                             |
| 1930         | 716.544             | 356.958               | 359.586               | 993                                             | 4143,22       | 172,9                             |
| 1935         | 728.748             | 362.042               | 366.706               | 987                                             | 4143,22       | 175,9                             |
| 1940         | 718.717             | 354.423               | 364.294               | 973                                             | 4143,22       | 173,5                             |
| 1945         | 835.763             | 386.052               | 449.711               | 858                                             | 4143,22       | 201,7                             |
| 1950         | 878.511             | 427.684               | 450.827               | 949                                             | 4141,63       | 212,1                             |
| 1955         | 878.109             | 427.204               | 450.905               | 947                                             | 4142,85       | 212,0                             |
| 1960         | 847.274             | 408.300               | 438.974               | 930                                             | 4142,85       | 204,5                             |
| 1965         | 815.115             | 389.795               | 425.320               | 917                                             | 4143,37       | 196,7                             |
| 1970         | 791.111             | 376.729               | 414.382               | 909                                             | 4144,23       | 190,9                             |
| 1975         | 805.166             | 384.812               | 420.354               | 915                                             | 4144,97       | 194,3                             |
| 1980         | 825.261             | 395.994               | 429.267               | 923                                             | 4145,23       | 199,1                             |
| 1985         | 834.889             | 399.689               | 435.200               | 918                                             | 4145,22       | 201,4                             |
| 1990         | 831.598             | 395.906               | 435.692               | 909                                             | 4143,22       | 200,7                             |
| 1995         | 832.427             | 395.636               | 436.791               | 906                                             | 4144,37       | 200,9                             |
| 2000         | 824.108             | 391.718               | 432.390               | 906                                             | 4145,10       | 198,8                             |
| 2005         | 809.950             | 384.635               | 425.315               | 904                                             | 4145,33       | 195,4                             |
| 2010         | 785.491             | 372.710               | 412.781               | 903                                             | 4146,67       | 189,4                             |
| 2015         | 755.733             | 359.790               | 395.943               | 909                                             | 4146,65       | 182,3                             |

## Politik
- Atarashii kensei o tsukuru kai (~„Vereinigung zur Schaffung einer neuen Präfekturpolitik“; mit KDP): 5
- Ein-Mitglied-Fraktionen (darunter KPJ, Ishin): 4
- Kōmeitō: 2
- Glocal plus (mit LDP): 5
- Shinseikai (真政会; ~„Vereinigung für wahrhaftige Politik“; mit LDP): 2
- LDP: 20

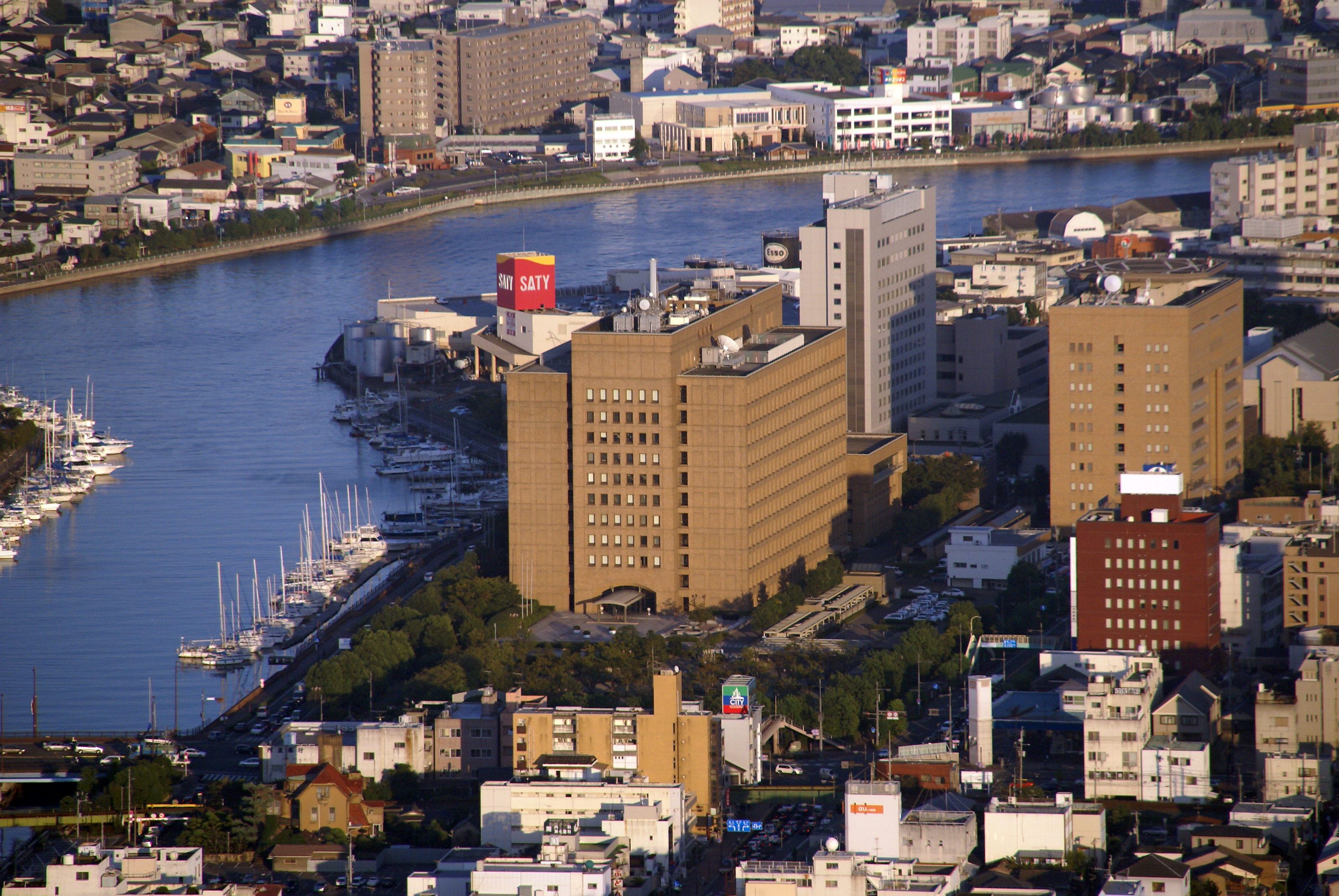
Das Hauptgebäude der Präfekturverwaltung am Ufer des Shimmachi in der Stadt Tokushima.

Zum Gouverneur von Tokushima wurde bei den einheitlichen Regionalwahlen im April 2023 der ehemalige LDP-Unterhausabgeordnete Masazumi Gotōda gewählt. Er setzte sich ohne Parteinominierung mit 40,0 % der Stimmen gegen den ehemaligen LDP-Oberhausabgeordneten Tōru Miki (30,6 %), den von der LDP Tokushima unterstützten Amtsinhaber Kamon Iizumi (26,2 %) und den abgeschlagenen Kommunisten Motonori Furuta (3,2 %) durch. Das Parlament wird ebenfalls noch bei den einheitlichen Regionalwahlen gewählt. 2023 gewann die LDP 21 der 38 Sitze.
Ins nationale Parlament entsendet Tokushima seit der Wahl 2014 nur noch zwei direkt gewählte Abgeordnete ins Unterhaus und wählt seit 2016 keinen eigenen Abgeordneten mehr ins Oberhaus, Tokushima bildet seither zusammen mit dem benachbarten Kōchi den gemeinsamen Einmandatswahlkreis Tokushima-Kōchi. Im Unterhaus vertreten Tokushima (Stand: November 2024) Hirobumi Niki (LDP, 3. Amtszeit, bei der Wahl 2024 49,9 % der Stimmen), ehemaliger Demokrat, für den Wahlkreis 1 im Süden und für den Wahlkreis 2 im Norden Shun’ichi Yamaguchi (LDP, 12. Amtszeit, 2024 43,9 %), ehemaliger Minister im Kabinett Abe. Im Oberhaus ist die eigenständige Vertretung Tokushimas weggefallen; aber die LDP nutzt das neue System von optional ungewählten Listenplätzen bei der Verhältniswahl zum Oberhaus dazu, den von den Wahlkreisvereinigungen betroffenen LDP-Präfekturverbänden sichere Sitze zu geben: Bei der Wahl 2019 erhielt Kōjirō Takano aus Kōchi die (erfolgreiche) Mehrheitswahlkandidatur Tokushima-Kōchi, und Tōru Miki aus Tokushima bei der Verhältniswahl den gesetzten LDP-Listenplatz 1. Bei der Wahl 2022 kandidierte Yūsuke Nakanishi aus Tokushima erfolgreich für die LDP im Mehrheitswahlkreis, während Daisuke Kajihara auf dem gesetzten LDP-Listenplatz 2 im landesweiten Verhältniswahlwahlkreis antrat. Takano trat 2023 zurück, bei der resultierenden Nachwahl setzte sich der parteilose Oppositionskandidat Hajime Hirota gegen den LDP-Kōmeitō-Regierungskandidaten Ken Nishiuchi (beide aus Kōchi) durch.